# Campionati mondiali di tiro al bersaglio mobile 2009
I campionati mondiali di tiro 2009 furono la decima edizione dei campionati mondiali di questo sport e si disputarono al Campo di Tiro di Hälvälä a Heinola, dal 22 al 30 agosto.

## Risultati

### Uomini

#### Bersaglio mobile
| Evento              | Oro                                                  | Oro       | Argento                                                    | Argento   | Bronzo                                                        | Bronzo    |
| Evento              | Atleta                                               | Risultato | Atleta                                                     | Risultato | Atleta                                                        | Risultato |
| 50m                 | Maxim Stepanov                                       | 596       | Krister Holmberg                                           | 590       | Peter Pelach                                                  | 589       |
| 50m a squadre       | Russia Maxim Stepanov Dmitri Romanov Igor Kolesov    | 1768      | Finlandia Krister Holmberg Vesa Saviahde Staffan Holmström | 1752      | Slovacchia Peter Pelach Peter Planovsky Miroslav Jurco        | 1745      |
| Misto 50m           | Maxim Stepanov                                       | 392+19    | Staffan Holmström                                          | 392+18    | Niklas Bergström                                              | 391       |
| Misto 50m a squadre | Russia Maxim Stepanov Alexandr Ivanov Igor Kolesov   | 1169      | Finlandia Krister Holmberg Vesa Saviahde Staffan Holmström | 1168      | Rep. Ceca Miroslav Januš Bedrich Jonas Josef Nikl             | 1159      |
| 10m                 | Emil Andersson                                       | 580       | Vladyslav Prianishnikov                                    | 579       | Dmitri Romanov                                                | 578       |
| 10m a squadre       | Russia Maxim Stepanov Dmitri Romanov Igor Kolesov    | 1720      | Rep. Ceca Miroslav Januš Bedrich Jonas Josef Nikl          | 1715      | Ucraina Vladyslav Prianishnikov Yehor Chyrva Alexandr Zinenko | 1701      |
| Misto 10m           | Dmitri Romanov                                       | 388       | Miroslav Januš                                             | 387       | Maxim Stepanov                                                | 384       |
| Misto 10m a squadre | Russia Maxim Stepanov Alexandr Ivanov Dmitri Romanov | 1148      | Rep. Ceca Miroslav Januš Bedrich Jonas Josef Nikl          | 1136      | Slovacchia Peter Pelach Peter Planovsky Miroslav Jurco        | 1129      |

### Donne

#### Bersaglio mobile
| Evento    | Oro              | Oro       | Argento            | Argento   | Bronzo             | Bronzo    |
| Evento    | Atleta           | Risultato | Atleta             | Risultato | Atleta             | Risultato |
| 10m       | Galina Avramenko | 384       | Tetiana Yevseyenko | 378       | Viktoria Zabolotna | 373       |
| Misto 10m | Natalia Gurova   | 376       | Viktoria Zabolotna | 375       | Olga Stepanova     | 373       |

## Risultati juniores

### Uomini

#### Bersaglio mobile
| Evento              | Oro                                                   | Oro       | Argento                                                       | Argento   | Bronzo                                                 | Bronzo    |
| Evento              | Atleta                                                | Risultato | Atleta                                                        | Risultato | Atleta                                                 | Risultato |
| 50m                 | László Boros                                          | 587       | Tomi-Pekka Heikkila                                           | 577+19    | Mikhail Azarenko                                       | 577+18    |
| 50m a squadre       | Russia Mikhail Azarenko Yuri Dovgal Alexandr Naumenko | 1725      | Finlandia Tomi-Pekka Heikkilä Sami Heikkilä Jarmo Toiva       | 1710      | Ucraina Igor Matskevych Vladlen Onopko Dmytro Chausov  | 1689      |
| Misto 50m           | Yuri Dovgal                                           | 389       | László Boros                                                  | 385       | Mikhail Azarenko                                       | 381       |
| Misto 50m a squadre | Russia Mikhail Azarenko Yuri Dovgal Alexandr Naumenko | 1139      | Finlandia Tomi-Pekka Heikkilä Sami Heikkilä Marten Westerlund | 1130      | Ucraina Igor Matskevych Oleg Salamakha Lev Zapotichnyy | 1084      |
| 10m                 | Mikhail Azarenko                                      | 578       | László Boros                                                  | 571       | Aleksandr Naumenko                                     | 563       |
| 10m a squadre       | Russia Mikhail Azarenko Yuri Dovgal Alexandr Naumenko | 1702 (RM) | Finlandia Tomi-Pekka Heikkilä Sami Heikkilä Marten Westerlund | 1665      | Ucraina Igor Matskevych Oleg Salamakha Lev Zapotichnyy | 1660      |
| Misto 10m           | Mikhail Azarenko                                      | 379       | Igor Matskevych                                               | 378       | Tomi-Pekka Heikkilä                                    | 371       |
| Misto 10m a squadre | Russia Mikhail Azarenko Yuri Dovgal Alexandr Naumenko | 1114      | Finlandia Tomi-Pekka Heikkilä Sami Heikkilä Marten Westerlund | 1102      | Ucraina Igor Matskevych Oleg Salamakha Lev Zapotichnyy | 1098      |

### Donne

#### Bersaglio mobile
| Evento    | Oro                   | Oro       | Argento               | Argento   | Bronzo       | Bronzo    |
| Evento    | Atleta                | Risultato | Atleta                | Risultato | Atleta       | Risultato |
| 10m       | Valentyna Gontcharova | 367       | Liudmyla Vasylyuk     | 362       | Therese Holm | 354       |
| Misto 10m | Liudmyla Vasylyuk     | 369       | Valentyna Gontcharova | 365       | Therese Holm | 350       |

## Medagliere
Nazione ospitante
| Posiz. | Nazione    | Oro | Argento | Bronzo | Totale |
| ------ | ---------- | --- | ------- | ------ | ------ |
| 1      | Russia     | 7   | 0       | 3      | 10     |
| 2      | Ucraina    | 1   | 3       | 2      | 6      |
| 3      | Svezia     | 1   | 0       | 1      | 2      |
| 4      | Kazakistan | 1   | 0       | 0      | 1      |
| 5      | Finlandia  | 0   | 4       | 0      | 4      |
| 6      | Rep. Ceca  | 0   | 3       | 1      | 4      |
| 7      | Slovacchia | 0   | 0       | 3      | 3      |

## Medagliere juniores
Nazione ospitante
| Posiz. | Nazione   | Oro | Argento | Bronzo | Totale |
| ------ | --------- | --- | ------- | ------ | ------ |
| 1      | Russia    | 7   | 0       | 3      | 10     |
| 2      | Ucraina   | 2   | 3       | 4      | 9      |
| 3      | Ungheria  | 1   | 2       | 0      | 3      |
| 4      | Finlandia | 0   | 5       | 1      | 6      |
| 5      | Norvegia  | 0   | 0       | 2      | 2      |